# زبان ماپوچه‌ای
زبان ماپوچه‌ای (به انگلیسی: Mapuche language) یک زبان تک‌خانواده در کشورهای شیلی، آرژانتین است.
این زبان که توسط مردم ماپوچه تکلم میشود دارای ۲۵۸٬۶۲۰ نفر گویشور دارد.